# Xyccarph migrans
Xyccarph migrans là một loài nhện trong họ Oonopidae.
Loài này thuộc chi Xyccarph. Xyccarph migrans được miêu tả năm 1996 bởi Höfer & Antonio D. Brescovit.